# Menudo bocazas
Double Take, conocida en español como Menudo bocazas, es una película estadounidense de 2001 dirigida por George Gallo y protagonizada por Orlando Jones y Eddie Griffin.

## Argumento
Daryl Chase es un famoso banquero que se ve involucrado en un asesinato que él no ha cometido. Al principio trata de esconderse, ya que es lo que un contacto suyo le pide. Para lograr disuadir a la Policía y a los asesinos, Daryl cambia su identidad con Freddy Tiffany, un personaje un poco alocado pero aparentemente inofensivo. Lo que Daryl no sabe es que Freddy es un hombre muy buscado por el FBI, debido a que participó en una operación de blanqueo de dinero en México. Daryl intentará disuadir a sus perseguidores y lo hará siempre teniendo que enfrentarse a situaciones divertidas y embarazosas.

## Reparto principal
| Actor          | Personaje              |
| -------------- | ---------------------- |
| Orlando Jones  | Daryl Chase            |
| Eddie Griffin  | Freddy Tiffany         |
| Gary Grubbs    | Timothy Jarret McReady |
| Daniel Roebuck | Agente Phil Geeson     |
| Vivica A. Fox  | Shari                  |